# Plážový volejbal na Letních olympijských hrách 2016
Plážový volejbal na Letních olympijských hrách 2016 v Riu de Janeiro se konal od 6. srpna do 19. srpna.
V základní části bylo 24 párů rozděleno do šesti skupin po čtyřech, kde se jednou utkal každý s každým. Dvě nejlepší dvojice z každé skupiny a dva nejlepší páry na třetích místech postoupily přímo do osmifinále. O poslední dvě místa v osmifinále se utkaly zbylé týmy na třetích místech. Soutěž dále pokračovala vyřazovací částí, neúspěšní semifinalisté se utkali o bronz.

## Medailisté
| Soutěž | Zlato                                                 | Stříbro                                             | Bronz                                                      |
| ------ | ----------------------------------------------------- | --------------------------------------------------- | ---------------------------------------------------------- |
| Muži   | Brazílie (BRA) · Alison Cerutti · Bruno Oscar Schmidt | Itálie (ITA) · Paolo Nicolai · Daniele Lupo         | Nizozemsko (NED) · Alexander Brouwer · Robert Meeuwsen     |
| Ženy   | Německo (GER) · Laura Ludwigová · Kira Walkenhorst    | Brazílie (BRA) · Ágatha Bednarczuk · Bárbara Seixas | Spojené státy americké (USA) · Kerri Walshová · April Ross |

## Kvalifikované páry
Pořadatelská země měla předem zajištěno jedno místo. Dále se kvalifikovalo dalších 16 nejlepších párů podle žebříčku FIVB a vítězové jednotlivých kontinentálních pohárů. O poslední dvě místa se utkaly všechny druhé a třetí dvojice z každého kontinentálního poháru a to 6. - 10. června v Soči. Každá země mohla nasadit nejvýše dva páry.

### Turnaj mužů
|  | Čtvrtfinále                                | Čtvrtfinále                                |                                     |                                    | Semifinále                                 | Semifinále  |  |  | Finále | Finále |
|  |                                            |                                            |                                     |                                    |                                            |             |  |  |        |        |
|  |                                            |                                            |                                     |                                    |                                            |             |  |  |        |        |
|  |                                            |                                            |                                     |                                    |                                            |             |  |  |        |        |
|  | Paolo Nicolai, Daniele Lupo                | 2                                          |                                     |                                    |                                            |             |  |  |        |        |
|  | Paolo Nicolai, Daniele Lupo                | 2                                          |                                     |                                    |                                            |             |  |  |        |        |
|  | Nikita Liamin, Dmitri Barsouk              | 1                                          |                                     |                                    |                                            |             |  |  |        |        |
|  | Nikita Liamin, Dmitri Barsouk              | 1                                          | Paolo Nicolai, Daniele Lupo         | 2                                  |                                            |             |  |  |        |        |
|  |                                            |                                            | Paolo Nicolai, Daniele Lupo         | 2                                  |                                            |             |  |  |        |        |
|  |                                            | Konstantin Semjonov, Vjačeslav Krasilnikov | 1                                   |                                    |                                            |             |  |  |        |        |
|  | Konstantin Semjonov, Vjačeslav Krasilnikov | Konstantin Semjonov, Vjačeslav Krasilnikov | 1                                   | 2                                  |                                            |             |  |  |        |        |
|  | Konstantin Semjonov, Vjačeslav Krasilnikov |                                            |                                     | 2                                  |                                            |             |  |  |        |        |
|  | Nivaldo Díaz, Sergio González              | 1                                          |                                     |                                    |                                            |             |  |  |        |        |
|  | Nivaldo Díaz, Sergio González              | 1                                          | Paolo Nicolai, Daniele Lupo         | 0                                  |                                            |             |  |  |        |        |
|  |                                            |                                            | Paolo Nicolai, Daniele Lupo         | 0                                  |                                            |             |  |  |        |        |
|  |                                            | Alison Cerutti, Bruno Oscar Schmidt        | 2                                   |                                    |                                            |             |  |  |        |        |
|  | Nick Lucena, Phil Dalhausser               | Alison Cerutti, Bruno Oscar Schmidt        | 2                                   | 1                                  |                                            |             |  |  |        |        |
|  | Nick Lucena, Phil Dalhausser               |                                            |                                     | 1                                  |                                            |             |  |  |        |        |
|  | Alison Cerutti, Bruno Oscar Schmidt        | 2                                          |                                     |                                    |                                            |             |  |  |        |        |
|  | Alison Cerutti, Bruno Oscar Schmidt        | 2                                          | Alison Cerutti, Bruno Oscar Schmidt | 2                                  | Třetí místo                                | Třetí místo |  |  |        |        |
|  |                                            |                                            | Alison Cerutti, Bruno Oscar Schmidt | 2                                  | Třetí místo                                | Třetí místo |  |  |        |        |
|  |                                            | Alexander Brouwer, Robert Meeuwsen         | 1                                   |                                    |                                            |             |  |  |        |        |
|  | Reinder Nummerdor, Christiaan Varenhorst   | Alexander Brouwer, Robert Meeuwsen         | 1                                   | 0                                  | Konstantin Semjonov, Vjačeslav Krasilnikov | 0           |  |  |        |        |
|  | Reinder Nummerdor, Christiaan Varenhorst   |                                            |                                     | 0                                  | Konstantin Semjonov, Vjačeslav Krasilnikov | 0           |  |  |        |        |
|  | Alexander Brouwer, Robert Meeuwsen         | 2                                          |                                     | Alexander Brouwer, Robert Meeuwsen | 2                                          |             |  |  |        |        |
|  | Alexander Brouwer, Robert Meeuwsen         | 2                                          |                                     |                                    | 2                                          |             |  |  |        |        |
|  |                                            |                                            |                                     |                                    |                                            |             |  |  |        |        |
|  |                                            |                                            |                                     |                                    |                                            |             |  |  |        |        |

### Muži
| Země       | Pár                                         | Kvalifikace                     |
| ---------- | ------------------------------------------- | ------------------------------- |
| Brazílie   | Alison Cerutti / Bruno Oscar Schmidt        | MS 2015 - 1. místo, pořadatel   |
| Nizozemsko | Alexander Brouwer / Robert Meeuwsen         | 2. místo v žebříčku FIVB        |
| USA        | Phil Dalhausser / Nick Lucena               | 3. místo v žebříčku FIVB        |
| Brazílie   | Evandro Oliveira / Pedro Solberg Salgado    | 4. místo v žebříčku FIVB        |
| Nizozemsko | Reinder Nummerdor / Christiaan Varenhorst   | 5. místo v žebříčku FIVB        |
| USA        | Jake Gibb / Casey Patterson                 | 6. místo v žebříčku FIVB        |
| Španělsko  | Adrián Gavira / Pablo Herrera               | 7. místo v žebříčku FIVB        |
| Lotyšsko   | Aleksandrs Samoilovs / Jānis Šmēdiņš        | 8. místo v žebříčku FIVB        |
| Rusko      | Vjačeslav Krasilnikov / Konstantin Semjonov | 9. místo v žebříčku FIVB        |
| Itálie     | Daniele Lupo / Paolo Nicolai                | 10. místo v žebříčku FIVB       |
| Polsko     | Piotr Kantor / Bartosz Łosiak               | 11. místo v žebříčku FIVB       |
| Itálie     | Adrian Carambula / Alex Ranghieri           | 12. místo v žebříčku FIVB       |
| Rakousko   | Clemens Doppler / Alexander Horst           | 13. místo v žebříčku FIVB       |
| Polsko     | Grzegorz Fijałek / Mariusz Prudel           | 14. místo v žebříčku FIVB       |
| Německo    | Markus Böckermann / Lars Flüggen            | 15. místo v žebříčku FIVB       |
| Kanada     | Ben Saxton / Chaim Schalk                   | 16. místo v žebříčku FIVB       |
| Mexiko     | Lombardo Ontiveros / Juan Virgen            | 17. místo v žebříčku FIVB       |
| Katar      | Jefferson Pereira / Cherif Younousse        | Asijský pohár - 1. místo        |
| Tunisko    | Mohamed Arafet Naceur / Choaib Belhaj Salah | Africký pohár - 1. místo        |
| Rakousko   | Alexander Huber / Robin Seidl               | Evropský pohár - 1. místo       |
| Chile      | Esteban Grimalt / Marco Grimalt             | Jihoamerický pohár - 1. místo   |
| Kuba       | Nivaldo Díaz / Sergio González              | Severoamerický pohár - 1. místo |
| Kanada     | Josh Binstock / Sam Schachter               | Světový kont. pohár - finalisté |
| Rusko      | Dmitri Barsouk / Nikita Liamin              | Světový kont. pohár - finalisté |

### Turnaj žen
|  | Čtvrtfinále                               | Čtvrtfinále                       |                                   |                            | Semifinále                       | Semifinále  |  |  | Finále | Finále |
|  |                                           |                                   |                                   |                            |                                  |             |  |  |        |        |
|  |                                           |                                   |                                   |                            |                                  |             |  |  |        |        |
|  |                                           |                                   |                                   |                            |                                  |             |  |  |        |        |
|  | Larissa Françová, Talita Antunes          | 2                                 |                                   |                            |                                  |             |  |  |        |        |
|  | Larissa Françová, Talita Antunes          | 2                                 |                                   |                            |                                  |             |  |  |        |        |
|  | Joana Heidrich, Nadine Zumkehr            | 1                                 |                                   |                            |                                  |             |  |  |        |        |
|  | Joana Heidrich, Nadine Zumkehr            | 1                                 | Larissa Françová, Talita Antunes  | 0                          |                                  |             |  |  |        |        |
|  |                                           |                                   | Larissa Françová, Talita Antunes  | 0                          |                                  |             |  |  |        |        |
|  |                                           | Laura Ludwigová, Kira Walkenhorst | 2                                 |                            |                                  |             |  |  |        |        |
|  | Sarah Pavanová, Heather Bansley           | Laura Ludwigová, Kira Walkenhorst | 2                                 | 0                          |                                  |             |  |  |        |        |
|  | Sarah Pavanová, Heather Bansley           |                                   |                                   | 0                          |                                  |             |  |  |        |        |
|  | Laura Ludwigová, Kira Walkenhorst         | 2                                 |                                   |                            |                                  |             |  |  |        |        |
|  | Laura Ludwigová, Kira Walkenhorst         | 2                                 | Laura Ludwigová, Kira Walkenhorst | 2                          |                                  |             |  |  |        |        |
|  |                                           |                                   | Laura Ludwigová, Kira Walkenhorst | 2                          |                                  |             |  |  |        |        |
|  |                                           | Ágatha Bednarczuk, Bárbara Seixas | 0                                 |                            |                                  |             |  |  |        |        |
|  | Kerri Walshová, April Ross                | Ágatha Bednarczuk, Bárbara Seixas | 0                                 | 2                          |                                  |             |  |  |        |        |
|  | Kerri Walshová, April Ross                |                                   |                                   | 2                          |                                  |             |  |  |        |        |
|  | Louise Bawden, Taliqua Clancy             | 0                                 |                                   |                            |                                  |             |  |  |        |        |
|  | Louise Bawden, Taliqua Clancy             | 0                                 | Kerri Walshová, April Ross        | 0                          | Třetí místo                      | Třetí místo |  |  |        |        |
|  |                                           |                                   | Kerri Walshová, April Ross        | 0                          | Třetí místo                      | Třetí místo |  |  |        |        |
|  |                                           | Ágatha Bednarczuk, Bárbara Seixas | 2                                 |                            |                                  |             |  |  |        |        |
|  | Ágatha Bednarczuk, Bárbara Seixas         | Ágatha Bednarczuk, Bárbara Seixas | 2                                 | 2                          | Larissa Françová, Talita Antunes | 1           |  |  |        |        |
|  | Ágatha Bednarczuk, Bárbara Seixas         |                                   |                                   | 2                          | Larissa Françová, Talita Antunes | 1           |  |  |        |        |
|  | Jevgenija Ukolovová, Jekatěrina Birlovová | 0                                 |                                   | Kerri Walshová, April Ross | 2                                |             |  |  |        |        |
|  | Jevgenija Ukolovová, Jekatěrina Birlovová | 0                                 |                                   |                            | 2                                |             |  |  |        |        |
|  |                                           |                                   |                                   |                            |                                  |             |  |  |        |        |
|  |                                           |                                   |                                   |                            |                                  |             |  |  |        |        |

### Ženy
| Země       | Pár                                       | Kvalifikace                      |
| ---------- | ----------------------------------------- | -------------------------------- |
| Brazílie   | Ágatha Bednarczuk / Bárbara Seixas        | MS 2015 - 1. místo, pořadatel    |
| Brazílie   | Talita Antunes / Larissa França           | 1. místo v žebříčku FIVB         |
| USA        | April Ross / Kerri Walsh Jennings         | 2. místo v žebříčku FIVB         |
| Německo    | Laura Ludwig / Kira Walkenhorst           | 3. místo v žebříčku FIVB         |
| Kanada     | Heather Bansley / Sarah Pavan             | 4. místo v žebříčku FIVB         |
| Nizozemsko | Madelein Meppelink / Marleen van Iersel   | 5. místo v žebříčku FIVB         |
| Austrálie  | Louise Bawden / Taliqua Clancy            | 6. místo v žebříčku FIVB         |
| Itálie     | Marta Menegatti / Laura Giombini          | 7. místo v žebříčku FIVB         |
| Německo    | Karla Borger / Britta Büthe               | 8. místo v žebříčku FIVB         |
| Španělsko  | Elsa Baquerizo / Liliana Fernández        | 9. místo v žebříčku FIVB         |
| Polsko     | Monika Brzostek / Kinga Kołosińska        | 10. místo v žebříčku FIVB        |
| Švýcarsko  | Isabelle Forrer / Anouk Vergé-Dépré       | 11. místo v žebříčku FIVB        |
| Kanada     | Jamie Broder / Kristina Valjas            | 12. místo v žebříčku FIVB        |
| Švýcarsko  | Joana Heidrich / Nadine Zumkehr           | 13. místo v žebříčku FIVB        |
| USA        | Lauren Fendrick / Brooke Sweat            | 14. místo v žebříčku FIVB        |
| Argentina  | Ana Gallay / Georgina Klug                | 15. místo v žebříčku FIVB        |
| Čína       | Wang Fan / Yue Yuan                       | 16. místo v žebříčku FIVB        |
| Austrálie  | Mariafe Artacho / Nicole Laird            | Asijský pohár - 1. místo         |
| Egypt      | Doaa Elghobashy / Nada Meawad             | Africký pohár - 1. místo         |
| Nizozemsko | Jantine van der Vlist / Sophie van Gestel | Evropský pohár - 1. místo        |
| Venezuela  | Norisbeth Agudo / Olaya Pérez Pazo        | Jihoamerický pohár - 1. místo    |
| Kostarika  | Nathalia Alfaro / Karen Cope              | Severoamerický pohár - 1. místo  |
| Česko      | Barbora Hermannová / Markéta Sluková      | Světový kont. pohár - finalistky |
| Rusko      | Jekatěrina Birlovová / Jvgenija Ukolovová | Světový kont. pohár - finalistky |